# 阔瓣天料木
阔瓣天料木（学名：Homalium kainantense），为大风子科天料木属下的一个植物种。